# Jacques Blondeau (général)
Pour les articles homonymes, voir Jacques Blondeau et Blondeau.
Jacques Blondeau, né le 12 janvier 1766 à Chateauneuf, où il est mort le 30 mars 1841, est un général français de la Révolution et de l’Empire.

## Biographie

### Révolution
Il entre en service en 1788, au régiment des dragons de la Reine. Il passe sous-Lieutenant de grenadiers en 1791 et capitaine de fusiliers en 1793. Il est présent aux sièges de Lyon et de Toulon comme chef de bataillon. 
En tant qu'adjudant-général, il repousse les insurgés du Carrousel le 13 Vendémiaire. Il commande la cavalerie de la division Joubert et est blessé à Rivoli le 15 janvier 1797.
Victorieux à Saint-Michel sous Victor, il est blessé en 1799 à la bataille de la Trebbia.
Il commande les troupes assemblées à Vincennes lors du 18 Brumaire.

### Consulat et Empire
Il exerce plusieurs commandements en Italie de 1800 à 1808. Il est nommé général de brigade le 12 octobre 1808 et envoyé en Espagne, où à l’exception de la Bataille d'Ocaña en 1809, il n’a guère l’occasion de briller. Il gouverne successivement plusieurs villes ou places (Talavera, Madrid, Tolède). Il participe au siège de Cadix sous Victor en 1812. 
Il reçoit le titre de baron de l’Empire le 1er janvier 1813. Rentré malade à Bayonne, il est bloqué par Mina à Saint-Jean-Pied-de-Port en 1814. Il est fait commandeur de la Légion d'honneur le 3 avril 1814.

### Restauration et Cent-Jours
Lors de la première restauration, le roi Louis XVIII, le fait Chevalier de Saint-Louis en septembre 1814.
Ayant accepté un poste lors des Cent-Jours, il n'est plus employé par le roi. Il est admis à la retraite en 1824. 
Il meurt à Paris le 30 mars 1841.

## Descendance
- Jean-Jacques Blondeau (13 février 1803 - 10 octobre 1865)

## Armoiries
D'azur, au lion d'argent, tenant deux sabres d'or, un de la dextre, l'autre de la senestre ; au franc-quartier des barons militaires d'Empire.